# Nivå (vattendrag)
Nivå är ett vattendrag i Danmark.   Det ligger i regionen Region Hovedstaden, i den östra delen av landet. Nivå mynnar vid orten Nivå i Öresund.